# وقت الانسحاب
يُعرّف وقت الانسحاب فيما يتعلق بالطب البيطري، بأنه الوقت المطلوب بعد إعطاء الدواء إلى بقرة حلوب، اللازم للتأكد من أن بقايا الدواء في اللبن القابل للتسويق أقل من الحد الأقصى المحدد للمخلفات. غالبًا ما يستخدم هذا المصطلح على نطاق أوسع لوصف الوقت اللازم بعد إعطاء الدواء لأي طعام حيوان حيث يمكن العثور على بقايا الدواء في اللحوم المسوقة أو البيض أو الأعضاء أو غيرها من المنتجات الصالحة للأكل.